# Gertrud Woker
Gertrud Johanna Woker (Berna, 16 de diciembre de 1878 - 13 de septiembre de 1968) fue una sufragista suiza, bioquímica, toxicóloga y activista por la paz. Escribió durante más de veinte años detallando los peligros de las sustancias químicas en el cuerpo humano. Hizo campaña contra el uso de gas venenoso utilizado en la Primera Guerra Mundial.

## Biografía
Gertrud Woker nació el 16 de diciembre de 1878 hija del profesor de teología e historia "católico antiguo" Philipp Woker. Ella provenía de una familia culta, además de su padre, su abuelo materno era profesor de historia. Gertrud Woker deseaba continuar sus estudios, pero su padre la envió a estudiar a Erfurt para aprender a cocinar. Sin inmutarse, Woker estudió matemáticas en secreto por la noche con el hermano de un compañero de estudios. Llevar una doble vida resultó ser agotador y Woker enfermó de clorosis, una forma de anemia.

## Formación y carrera profesional
Gertrud Woker obtuvo su doctorado y su título de maestra en química, física y botánica por la Universidad de Berna. Tras su graduación en 1903, fue la primera mujer suiza en obtener un doctorado en la Universidad de Berna. En 1903 publicó su tesis que llevó el título Synthesen des 3,4-Dioxyflavons.
A pesar de su formación Gertrud  Woker no pudo encontrar un puesto de trabajo en su campo y se convirtió en profesora de gimnasia en la escuela secundaria. Posteriormente decidió estudiar en la Universidad de Berlín como invitada, ya que las mujeres tenían prohibido ser estudiantes. 
Regresó a casa en Berna y trabajó en el laboratorio de Konstanecki y sintetizó a-naftoflavanol, flavanona y flavona. En 1907, ostentaba el título de Probleme der katalytischen Forschung en la Universidad de Berna. Se le prometió una cátedra adjunta, lo que la hubiera convertido en la primera mujer en Suiza con ese título. Sin embargo, pronto estalló la Primera Guerra Mundial y el gobierno dijo que debido a la presión financiera no podían promoverla.
Entre 1910 y 1931, Woker escribió cuatro volúmenes de libros sobre los peligros de las sustancias químicas en el cuerpo humano.  
Desde 1911 hasta su jubilación Gertrud  Woker fue directora del laboratorio de biología físico-química de la Universidad de Berna. En su laboratorio, se realizaron estudios sobre peroxidasa y catalasa, métodos de detección de productos naturales y, en particular, reacciones de color en esteroles. Además de estas investigaciones Gertrud Woke tuvo como su principal foco de interés el gas venenoso empleado en la Primera  Guerra Mundial.
En 1916, a Woker se le negó nuevamente el título de profesora, esta vez como resultado de una  votación empatada. 
En abril de 1924, Naima Sahlbom y Gertrud Woker asistieron a la conferencia de la American Chemical Society en Washington. Durante una práctica de armas químicas en un arsenal, examinaron la gravedad de la guerra científica. Debido a un cambio de viento, Sahlbom, Woker y varios científicos estuvieron expuestos a gases lacrimógenos. En noviembre de 1924, el Cuarto Congreso Internacional de la Liga Internacional de Mujeres por la paz y la Libertad WILPF se reunió en Washington D. C. en la reunión, Ester Akesson-Beskow, Sahlbom y Woker anunciaron la formación del Comité Contra la Guerra Científica, del cual Sahlbom era la presidenta.
En 1925,  Gertrud Woker publicó La próxima guerra del gas venenoso y envió llamamientos a la Liga Internacional de Mujeres por la Paz y la Libertad. Esto fue el resultado de la aprehensión de las partes para apelar la Convención de Ginebra. Estaba especialmente preocupada por el uso de gas mostaza y el efecto que tenía en el cuerpo.
En 1933 se le concedió el título de profesora.  Se jubiló en 1951 y escribió un libro de dos volúmenes sobre la "química de los alcaloides naturales 1953-1956". Murió el 13 de septiembre de 1968.

## Publicaciones
La siguiente es una lista de publicaciones seleccionadas:
- Die Chemie der natürlichen Alkaloide: mit besonderer Berücksichtigung ihrer Biogenese
- Die Katalyse. Die Rolle der Katalyse in der analytischen Chemie
- Der kommende Giftgaskrieg
- Der kommende Gift- und Brandkrieg und seine Auswirkungen gegenüber der Zivilbevölkerung
- Erwerbsarbeit der Frau und Rassenentwicklung